# Lillian Copeland
Lillian Copeland, född 24 november 1904 i New York, död 7 juli 1964 i Los Angeles, var en amerikansk friidrottare.
Copeland blev olympisk mästare i diskuskastning vid olympiska sommarspelen 1932 i Los Angeles.